# Todor Yanchev
Todor Yanchev est un footballeur bulgare, né le 19 mai 1976 à Kazanlak en Bulgarie. Il occupe le poste de milieu central ou de défenseur.

## Biographie
Né à Kazanlak, Todor Yanchev commence sa carrière dans le club local du FC Rozova Dolina, avant de s'installer au Naftex Burgas.
Durant le mercato estival de la saison 2000-2001, Yanchev signe pour le club de la capitale, le CSKA Sofia. Avec le CSKA Sofia, il est devient champion de Bulgarie en 2003 et 2005. 
À la fin de saison 2004-05 Yanchev est transféré au GS Kallithéa en Grèce. L'année suivante, Yanchev signe avec l'équipe danoise du Randers FC et y reste une saison.
En 2007, Todor Yanchev retourne en Bulgarie, pour rejoindre son ancien club, le CSKA Sofia. En 2008, il devient champion de Bulgarie pour la troisième fois et remporte la supercoupe de Bulgarie. En 2011, Todor Yanchev remporte la Coupe de Bulgarie.

## Carrière
| Saison                | Club                  | Championnat           | Championnat | Championnat | Coupe(s) nationale(s) | Coupe(s) nationale(s) | Supercoupe | Supercoupe | Compétition(s) continentale(s) | Compétition(s) continentale(s) | Compétition(s) continentale(s) | Bulgarie | Bulgarie | Total | Total |
| Saison                | Club                  | Division              | M.          | B.          | M.                    | B.                    | M.         | B.         | Comp.                          | M.                             | B.                             | M.       | B.       | M.    | B.    |
| 1998 - 1999           | Naftex Burgas         | TBI A Football Group  | -           | -           | -                     | -                     | -          | -          | -                              | -                              | -                              | -        | -        | 0     | 0     |
| 1999 - 2000           | Naftex Burgas         | TBI A Football Group  | 4           | 2           | -                     | -                     | -          | -          | -                              | -                              | -                              | 1        | 0        | 5     | 2     |
| 2000 - janv. 2001     | CSKA Sofia            | TBI A Football Group  | 2           | 0           | -                     | -                     | -          | -          | C3                             | 3                              | 1                              | 1        | 0        | 6     | 1     |
| janv. 2001 - 2001     | Trabzonspor           | Süper Lig             | -           | -           | -                     | -                     | -          | -          | -                              | -                              | -                              | -        | -        | 0     | 0     |
| 2001 - 2002           | CSKA Sofia            | TBI A Football Group  | 3           | 0           | -                     | -                     | -          | -          | C3                             | 5                              | 0                              | 7        | 0        | 15    | 0     |
| 2002 - 2003           | CSKA Sofia            | TBI A Football Group  | 9           | 3           | -                     | -                     | -          | -          | C3                             | 4                              | 0                              | 2        | 0        | 15    | 3     |
| 2003 - 2004           | CSKA Sofia            | TBI A Football Group  | 13          | 1           | -                     | -                     | -          | -          | C1/C3                          | 6                              | 1                              | 5        | 0        | 24    | 2     |
| 2004 - 2005           | CSKA Sofia            | TBI A Football Group  | 7           | 1           | -                     | -                     | -          | -          | C3                             | 4                              | 0                              | -        | -        | 11    | 1     |
| 2005 - 2006           | GS Kallithéa          | Superleague Elláda    | 20          | 1           | -                     | -                     | -          | -          | -                              | -                              | -                              | -        | -        | 20    | 1     |
| 2006 - 2007           | Randers FC            | SAS Ligaen            | 30          | 3           | -                     | -                     | -          | -          | C3                             | 2                              | 0                              | -        | -        | 32    | 3     |
| 2007 - 2008           | CSKA Sofia            | TBI A Football Group  | 28          | 2           | 1                     | 0                     | -          | -          | C3                             | 2                              | 0                              | 1        | 0        | 32    | 2     |
| 2008 - 2009           | CSKA Sofia            | TBI A Football Group  | 26          | 3           | 3                     | 0                     | 1          | 0          | -                              | -                              | -                              | -        | -        | 30    | 3     |
| 2009 - 2010           | CSKA Sofia            | TBI A Football Group  | 25          | 5           | 2                     | 0                     | -          | -          | C3                             | 8                              | 1                              | -        | -        | 35    | 6     |
| 2010 - 2011           | CSKA Sofia            | TBI A Football Group  | 27          | 0           | 5                     | 1                     | -          | -          | C3                             | 10                             | 1                              | -        | -        | 42    | 2     |
| 2011 - 2012           | CSKA Sofia            | TBI A Football Group  | 24          | 2           | 2                     | 0                     | 1          | 0          | C3                             | 2                              | 0                              | -        | -        | 29    | 2     |
| 2012 - janv. 2013     | CSKA Sofia            | TBI A Football Group  | 15          | 0           | 3                     | 0                     | -          | -          | C3                             | 2                              | 0                              | -        | -        | 20    | 0     |
| janv. 2013 - 2013     | Slavia Sofia          | TBI A Football Group  | 12          | 1           | 3                     | 0                     | -          | -          | -                              | -                              | -                              | -        | -        | 15    | 1     |
| 2013 - août 2013      | Slavia Sofia          | TBI A Football Group  | 5           | 0           | -                     | -                     | -          | -          | -                              | -                              | -                              | -        | -        | 5     | 0     |
| août 2013 - 2014      | CSKA Sofia            | TBI A Football Group  | 27          | 1           | 4                     | 0                     | -          | -          | -                              | -                              | -                              | -        | -        | 31    | 1     |
| Total sur la carrière | Total sur la carrière | Total sur la carrière | 277         | 24          | 23                    | 1                     | 2          | 0          | -                              | 48                             | 4                              | 17       | 0        | 367   | 29    |

## Palmarès
CSKA Sofia
- Champion de Bulgarie : 2003, 2005, 2008
- Vainqueur de la Coupe de Bulgarie : 2011
- Vainqueur de la Supercoupe de Bulgarie : 2008, 2011